# Room 93
Room 93 — дебютний мініальбом американської співачки Halsey. Альбом вийшов 27 жовтня 2014 року лейблом Astralwerks. Проєкт був перевиданий 9 березня 2015 року, включав у себе нову версію пісні «Ghost», яка пізніше увійшла до альбому Badlands. Звучання альбому вкорінюється в жанр електропоп. Цифрова версія реміксового альбому, що включає в себе три ремікси на пісні «Hurricane», «Ghost» і «Trouble» вийшла 3 березня 2015. В цей же день вийшов у світ мініальбом «1 Mic 1 Take».

## Трек-лист
| #  | Назва                | Автор                                                       | Продюсери            | Тривалість |
| -- | -------------------- | ----------------------------------------------------------- | -------------------- | ---------- |
| 1. | «Is There Somewhere» | Ashley Frangipane                                           | Dylan Bauld          | 3:31       |
| 2. | «Ghost»              | Frangipane Dylan Scott                                      | Scott                | 2:32       |
| 3. | «Hurricane»          | Frangipane Tim Anderson                                     | Anderson             | 3:03       |
| 4. | «Empty Gold»         | Frangipane Chris Braide Andy Tongren Scott Christian Medice | Jim Eliot Medice [a] | 4:18       |
| 5. | «Trouble (Stripped)» | Frangipane Braide                                           | Braide               | 3:34       |

| Перевидання | Перевидання               | Перевидання      | Перевидання | Перевидання |
| #           | Назва                     | Автор            | Продюсери   | Тривалість  |
| ----------- | ------------------------- | ---------------- | ----------- | ----------- |
| 2.          | «Ghost» (alternative mix) | Frangipane Scott | Scott       | 2:33        |

| Room 93: Ремікси | Room 93: Ремікси                     | Room 93: Ремікси  | Room 93: Ремікси   | Room 93: Ремікси |
| #                | Назва                                | Автор             | Продюсери          | Тривалість       |
| ---------------- | ------------------------------------ | ----------------- | ------------------ | ---------------- |
| 1.               | «Hurricane» (Arty remix)             | Frangipane Scott  | Scott Arty         | 3:44             |
| 2.               | «Ghost» (Lost Kings remix)           | Frangipane Scott  | Scott Lost Kings   | 3:09             |
| 3.               | «Trouble» (Sander Kleinenberg remix) | Frangipane Braide | Braide Kleinenberg | 3:05             |

## Історія випуску
| Дата                           | Формат(и)          | Лейбл(и)                                    |
| ------------------------------ | ------------------ | ------------------------------------------- |
| 27 жовтня 2014                 | - Digital download | - Astralwerks                               |
| 3 березня 2015 (ремікси)       | Digital download   | - Astralwerks                               |
| 9 березня 2015                 | Digital download   | - Astralwerks                               |
| 10 березня 2015                | CD                 | - Astralwerks - Universal - Virgin EMI (UK) |
| 17 березня 2015 (1 Mic 1 Take) | Digital download   | - Astralwerks                               |
| 15 квітня 2015                 | LP                 | - Astralwerks - Universal - Virgin EMI (UK) |